# 紹塞 (科連特斯省)
30°4′S 58°46′W / 30.067°S 58.767°W

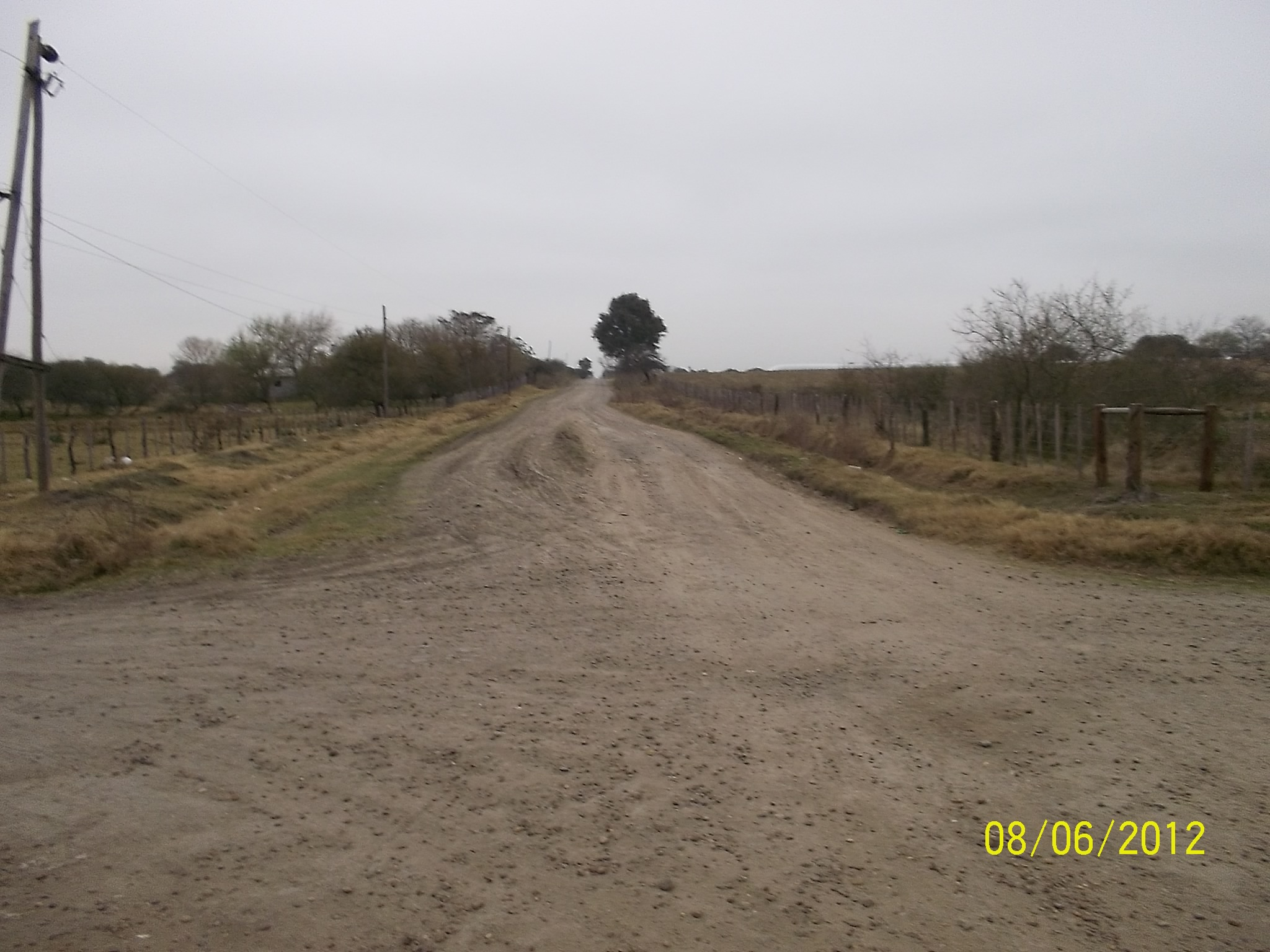
紹塞

紹塞（西班牙語：Sauce），是阿根廷的城鎮，位於該國北部科連特斯省，是紹塞縣的首府，處於瓜伊基拉羅河畔，始建於1881年10月27日，距離科連特斯393公里，2010年人口7,014。